# Emma Twigg
Emma Twigg (født 1. marts 1987) er en newzealandsk roer, som specialiserer sig i singlesculler. 
Under Sommer-OL 2012 i London repræsenterede hun New Zealand, hvor hun blev nummer 4.
Under Sommer-OL 2020 i Tokyo som blev arrangeret i 2021, vandt hun guld i singlesculler.